# Конвенция за опазване на антарктическите морски живи ресурси
Конвенцията за опазване на живите морски ресурси на Антарктика от 1980 г.  е първият международен правен документ, основан на екосистемния подход, т.е. въз основа на разбирането за необходимостта от цялостна защита на биологичните ресурси на антарктическите морета като единна интегрална система. Обект на нейното регулиране са популациите на птици, мекотели, ракообразни и всички други видове живи организми, обитаващи не само пространството на юг от 60-ия паралел на южната ширина, но и като цяло в зоната „между тази географска ширина и антарктическата конвергенция“, т.е. в зона, по-разширена в посока на ширина.
Според Конвенцията трябва да се предотвратяват промени в морската екосистема, да се поддържат екологичните взаимоотношения, свързани с популации на живите морски ресурси, и други. 
За целите и принципите си Конвенцията създава Комисия за опазване на живите морски ресурси на Антарктика, която е упълномощена да изпълнява научни, приложни, информационни, организационни и контролни функции, като предприетите от нея мерки стават задължителни за всички държавите членки на Комисията 180 дни след като са били надлежно уведомени.
Конвенцията е част от т. нар. Антарктическа договорна система.